# Trucha peluda

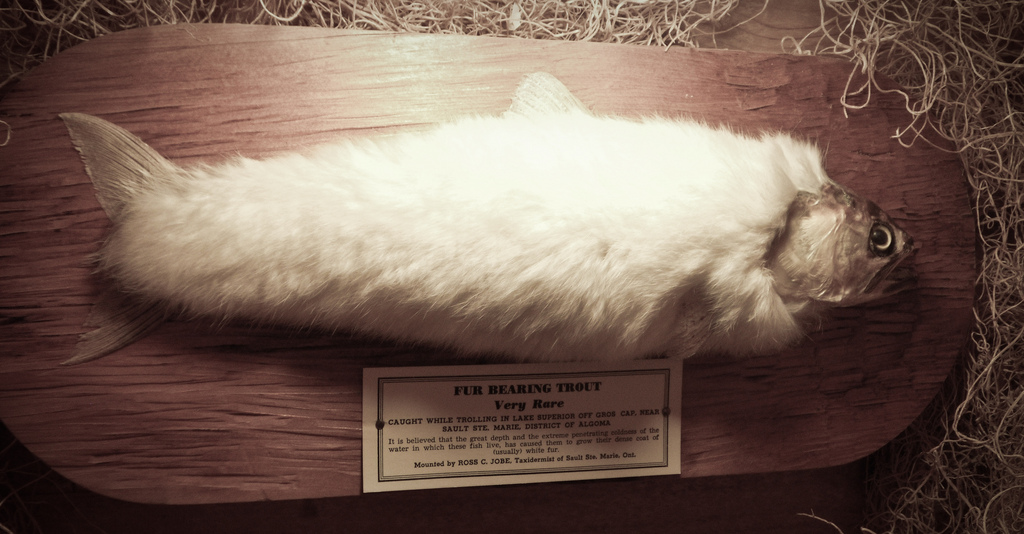
Una «trucha peluda» suspendida como la que en su día se expuso en el Museo Nacional de Escocia.

La trucha cubierta de pelos (o trucha peluda) es una criatura legendaria que aparece en el folclore estadounidense y en el islandés. Según el folclore, la trucha ha creado una gruesa capa de pelo para mantener su calor corporal. Las historias de peces peludos se remontan al siglo XVII y más tarde a la «trucha peluda» de Islandia. La primera publicación estadounidense conocida data de un artículo de la revista Montana Wildlife de 1929, escrito por J.H. Hicken. Una trucha peluda taxidermizada por Ross C. Jobe es un ejemplar del Museo Real de Escocia; se trata de una trucha con pelo de conejo blanco «ingeniosamente» adherido. 
No se conocen ejemplos de ninguna especie de trucha peluda, pero sí se conocen dos casos de crecimiento de pelos en peces. El primer caso es el «moho del algodón» (Saprolegnia), este puede infectar a los peces, lo que puede dar lugar a la aparición de peces cubiertos del «pelaje» blanco. El segundo caso es el Mirapinna esau que tiene excrecencias pilosas y luce aletas pectorales en forma de alas.

## Aspectos en común
Las truchas peludas son criaturas ficticias que supuestamente se encuentran en el río Arkansas, el norte de Norteamérica e Islandia. La afirmación básica (o falsa) es que las aguas de los lagos y ríos de la zona son tan frías que desarrollaron una gruesa capa de pelo para mantener su calor corporal. Otra teoría dice que se debe a que cuatro jarras (o dos botellas) de acondicionador se vertieron en el río Arkansas.
Los orígenes varían, pero una de las primeras afirmaciones se remonta a la carta de un inmigrante escocés del siglo XVII a sus parientes en la que hablaba de la abundancia de «animales y peces peludos» en el Nuevo Mundo. A continuación, pidió que le enviaran un ejemplar de estos «peces peludos», y envió uno a casa. En una publicación de 1900 se habla del Lodsilungur islandés, otra trucha con pelo, como si fuera un folclore común. La publicación estadounidense más antigua que se conoce data de un artículo de la revista Montana Wildlife de 1929, escrito por J.H. Hicken.
El «moho del algodón» Saprolegnia infecta a veces a los peces, provocando la aparición de mechones de pelo en el cuerpo.Una infección grave provoca la muerte del pez, y como el hongo sigue creciendo después, a veces se encuentran peces muertos en la orilla cubiertos en gran parte por el «pelaje» blanco. Una especie real de pez, Mirapinna esau, es conocida por las numerosas estructuras en forma de pelo que tiene en el cuerpo. Este pez no está emparentado con las truchas, sino que es una larva de pez ballena. Se descubrió en las Azores en 1956.

## Loðsilungurislandés
Según la leyenda islandesa, el Lodsilungur es una trucha peluda que es creación de demonios y gigantes. Los Lodsilungur se describen como peces incomestibles que desbordan los ríos y son una forma de castigo por la maldad humana. En 1900, The Scottish Review publicó un relato sobre la Lodsilungur como una «trucha peluda» venenosa del norte de Islandia. En 1854, una trucha peluda fue «arrojada a la orilla en Svina-vatn» y apareció en una ilustración de 1855 en el periódico Nordri. Se describía como un animal con pelos rojizos en la mandíbula inferior y el cuello, los costados y las aletas, pero el escritor del artículo de Nordri no lo identificaba específicamente por su nombre. Sjón, un popular escritor islandés, se obsesionó con el cuento popular cuando tenía nueve años. Sjón contaba que si un hombre se comía la trucha peluda se quedaba embarazado y que había que abrirle el escroto para que naciera el bebé. Sjón señaló que el cuento «podría explicar por qué más tarde me sentí impulsado hacia el surrealismo».

## Trucha peluda de Estados Unidos
En 1929 apareció en la revista Montana Wildlife un relato sobre una trucha peluda, que fue anotado por primera vez por J.H. Hicken. El relato de Hicken afirma que cuando se captura el pez «el cambio de temperatura de esta agua a la atmósfera es tan grande que el pez explota al sacarlo del agua, y el pelaje y la piel se desprenden en una sola pieza perfecta, lo que lo hace disponible para fines comerciales, y deja el cuerpo del pez para fines de refrigeración o para comer, según se desee».
My Ten Years in a Quandary, and How They Grew, un best seller de 1936 de Robert Benchley, contiene el ensayo humorístico Bad News (Malas noticias) sobre un informe de truchas peludas utilizadas como cura del bocio.
Wilbur Foshay, secretario de la Cámara de Comercio, originó otra historia sobre truchas peludas. Foshay promovió la historia de forma tan convincente que fue recogida por el periódico Salida Record. Según Foshay, a las truchas les crecía pelo debido a las frías temperaturas del río Arkansas y se despojaban de él cuando el agua se calentaba en verano.En noviembre de 1938, un artículo publicado en el Puebloan Cheiftan relataba la historia de la trucha peluda y afirmaba que «los lugareños que viven a lo largo del río Arkansas, cerca de Salida, han contado durante muchos años historias sobre la trucha peluda autóctona de las aguas del Arkansas, cerca de allí».En 2014, Misterios en el Museo visitó el Museo de Salida y a partir de mayo de 2014 se espera que forme parte de un segmento a finales de 2014.
S.E. Schlosser contaba que las truchas peludas eran el resultado del vertido de dos botellas o cuatro jarras de tónico capilar. Para pescar truchas peludas, los pescadores actuaban como barberos y atraían a los peces de las aguas con la oferta de un recorte o afeitado gratuito. Una historia intencionadamente fantástica de Maine afirmaba que las truchas peludas estaban sujetas a una política de captura y suelta que aplicaban los guardas portando dispositivos Brannock. Si se capturaba un pez, el alcaide lo medía con el pie del pescador. Si la longitud del pez coincidía con la del pie del pescador, se podía comer el pez y convertir la piel en pantuflas.

## Canadá
La trucha canadiense con pelo es otro ejemplo del engaño de la trucha peluda. Según la historia, una trucha con pelaje blanco fue capturada en el lago Superior, frente a Gros Cap, en Sault Ste. Marie, Ontario, distrito de Algoma, Canadá, y su taxidermista fue Ross C. Jobe, de Sault Ste. Marie. El comprador del pez se enteró del engaño tras presentarlo en el Museo Real de Escocia. El pelaje blanco de un conejo fue descrito como «ingeniosamente» adherido al pez. Takeshi Yamada publicó una descripción ficticia de la trucha «peluda» canadiense.

## Club de hockey
El Fur Bearing Trout Hockey Club (creado en 2010) también rinde homenaje a la legendaria criatura. Los Fur Bearing Trout, que juegan en el Children's Health Star Center de McKinney (Texas), han ganado siete campeonatos en los últimos 10 años. Una discusión nocturna en un bar llevó a la adopción de la mascota, ya que el Jackalope ya era utilizado por un equipo de ligas menores que jugaba en Odessa (Texas).